# Libero Marchina
Libero Marchina (Alessandria, 8 maggio 1907 – Alessandria, 13 agosto 1986) è stato un calciatore italiano.

## Carriera
Crebbe nelle giovanili dell'Alessandria e vestì la maglia del club piemontese per la maggior parte della sua carriera; prevalentemente utilizzato nel ruolo di centrocampista interno, fu schierato come punta nel campionato di Serie A 1931-32, per una felice intuizione dell'allenatore dei grigi Karl Stürmer. In quella stagione segnò 21 reti in 30 gare, risultando terzo cannoniere del campionato dopo Angelo Schiavio e Pedro Petrone, alla pari con Giuseppe Meazza. In seguito un infortunio ne minò la carriera; giocò a sprazzi nelle due stagioni successive e fu poi ceduto allo Spezia, in Serie B, prima di chiudere nelle serie minori.

## Palmarès
- Coppa CONI: 1

Alessandria: 1927